# روبرت جي. سيمونز
روبرت جي. سيمونز (بالإنجليزية: Robert G. Simmons)‏ هو محامي وقاضي وسياسي أمريكي، ولد في 25 ديسمبر 1891 في سكوتسبلوف في الولايات المتحدة، وتوفي في 27 ديسمبر 1969 في لنكن في الولايات المتحدة. حزبياً، نشط في الحزب الجمهوري. وقد انتخب عضو مجلس النواب الأمريكي.